# Alpheus leptochirus
Alpheus leptochirus är en kräftdjursart som beskrevs av H. Coutière 1906. Alpheus leptochirus ingår i släktet Alpheus och familjen Alpheidae. Inga underarter finns listade i Catalogue of Life.